# Karsmyrtjärnarna
Karsmyrtjärnarna är en sjö i Skellefteå kommun i Västerbotten och ingår i Skellefteälven-Bureälvens kustområde.